# Laphria inaurea
Laphria inaurea là một loài ruồi trong họ Asilidae. Laphria inaurea được Walker miêu tả năm 1857.